# 모토키 가쓰야
모토키 가쓰야(일본어: 本木 克弥, 1995년 8월 12일 ~ 일본 군마현)는 일본의 바둑 기사 일본기원 도쿄 본원 소속이다. 문하생은 후지사와 가즈나리 8단이다.

## 생애 및 입문
- 1995년 8월 12일 일본 군마현 출생
- 2011년 여름 입단(초단)
- 2012년 도채용
- 2013년 2단 승단
- 2014년 3단 승단
- 2015년 7단 승단(제71기 혼인보 본선리그 규정에 의한 조기승단)
- 2017년 8단 승단
- 2024년 9단 승단

## 입상
- 2014년 제9회 히로시마 알루미늄배 약리전(若鯉戰) 우승(공식전 첫 우승)
- 2015년 제71기 혼인보 본선리그 진출(규정에 의한 조기 승단)
- 2016년 제11회 히로시마 알루미늄배 약리전 준우승
- 2017년 제72기 혼인보전 준우승(대 이야마 유타 9단 0-4)
- 2018년 제27기 용성전 준우승(상대 이치리키 료 8단)